# Merillés
Merillés (en asturiano y oficialmente Merías) es una parroquia de concejo de Tineo, Asturias, España, se sitúa al sureste del concejo a 15 kilómetros de la Parroquia de Tineo, por la carretera AS-310, su población es de  83 habitantes.
En las inmediaciones del pueblo y en la sierra del mismo nombre se sitúa el Dolmen de Merillés. Se trata de una construcción megalítica datada hacia el 4000 a. C. Tratándose de uno de los dólmenes mejor conservados de Asturias.